# Philodendron pedatum
Philodendron pedatum là một loài thực vật có hoa trong họ Ráy (Araceae). Loài này được (Hook.) Kunth miêu tả khoa học đầu tiên năm 1841.

## Hình ảnh

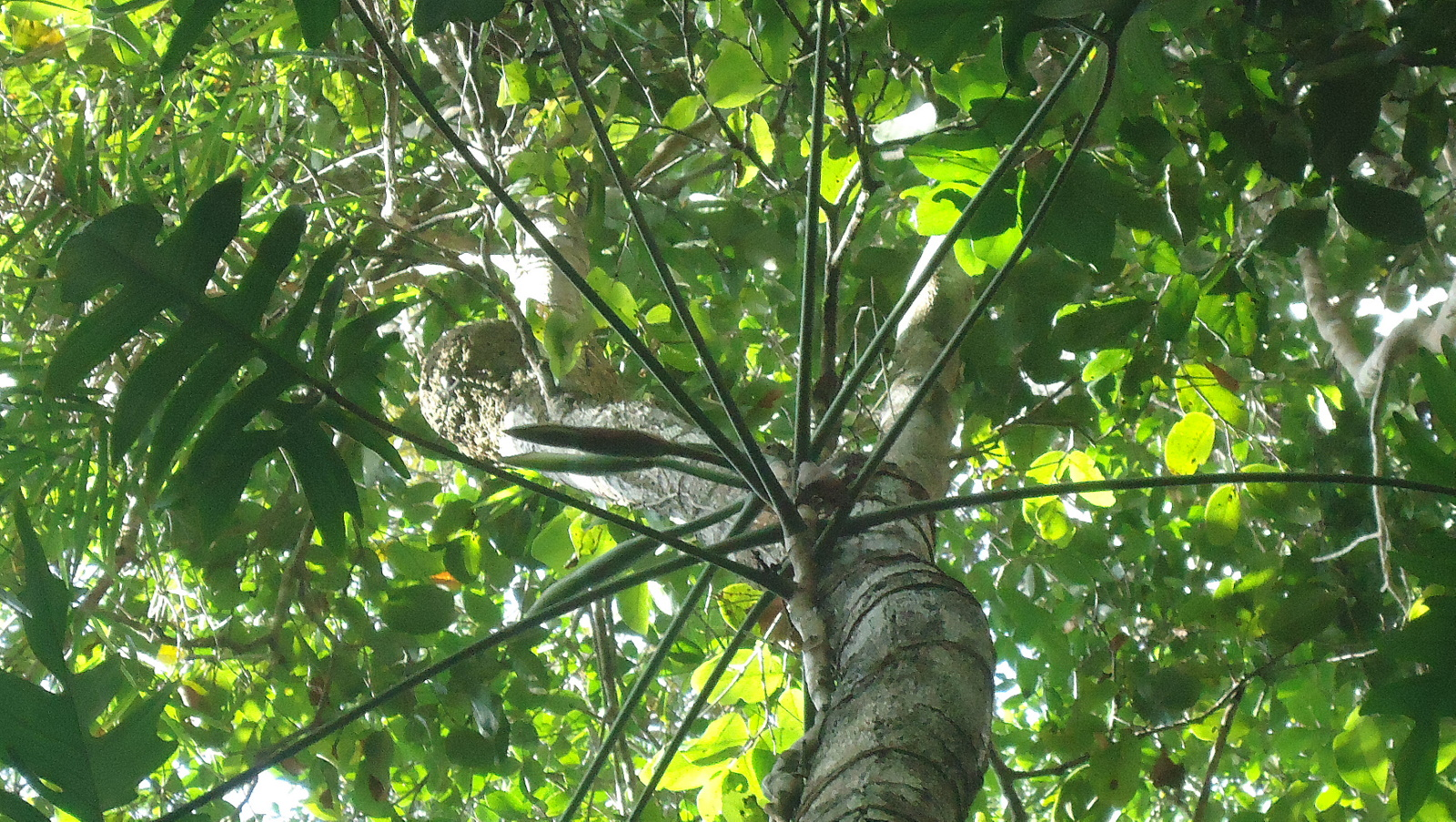